# Il Paladino dei ragazzi
Il Paladino dei ragazzi (o più semplicemente "Il Paladino") è stata una rivista antologica di fumetti e attualità pubblicata in Italia negli anni settanta dalla casa editrice Panini.
Nato come rivista-contenitore per fidelizzare i collezionisti e i soci del Club Figurine Panini, questo albo di 48 pagine presentava al suo interno fumetti, racconti, rubriche sportive, giochi e fotoservizi aziendali.
Tra i fumetti principali pubblicati in questa rivista si ricordano le avventure umoristiche di "Pipino il paladino" scritte da Enzo Meschiari (E. Mess) e disegnate inizialmente da Bonvi ed in seguito da Romano Cerlini e Claudio Onesti (Clod), Kane J. Kane Poliziotto Privato di Meschiari/Cerlini e Bonvi, traduzioni di materiale franco-belga come Les belles histoires de l'oncle Paul di Jean-Michel Charlier, Benoît Joly e Pascal, Filippo e Sirenetta (Toot et Puit) di De Gieter, e storie libere, quasi tutte sceneggiate da Meschiari e disegnate da Giovanni Romanini (Roman), Paolo Morisi, Renzo Orrù (Renzi, Lorenz) e Enzo Locci.
Nel 1973 il mensile si arricchiesce dei fumetti di Nick Carter di Bonvi e Guido De Maria, Extral di Meschiari e Attilio Ortolani, I cugini di Renata Pfeiffer ed Enrico Bagnoli,Super Dog di Bruno Prosdocimi,  e le traduzioni di Amadeus Coca disegnato da Luis Bermejo, Rurik il vichingo di Alfredo Rossi e Alberto C. Salinas, Pauli di Rolf Kauka, e storie libere disegnate ancora da Orrù e Locci, e Arturo Del Castillo. 
Sempre nel 1973 alla rivista vennero allegati alcuni omaggi: album e bustine di figurine, trasferelli, manifesti e gradi autoadesivi in raso.
Il Paladino dei Ragazzi sospese le pubblicazioni con il numero 12 del dicembre 1973. Curiosamente, a decretare la sospensione (mai più ripresa) della pubblicazione, non furono scarse vendite, ma al contrario "il buon successo dell'iniziativa, che ha messo in difficoltà i settori di produzione e distribuzione dell'azienda.

## Curiosità
Il personaggio di Pipino il paladino, testimonial della rivista e protagonista dell'omonima serie a fumetti pubblicata al suo interno (nonché marchio della stessa Panini), nasce dalla passione di Giuseppe Panini, fondatore dell'azienda, per l'enigmistica: nella realizzazione dei suoi cruciverba si firmava infatti con lo pseudonimo paladino (mentre il nome di Pipino è l'abbreviativo di Giuseppe).